# Colette Bonheur
Colette Chailler, dite Colette Bonheur, née le 20 septembre 1927 à Montréal et morte le 15 octobre 1966 à Freeport, au Bahamas, est une chanteuse québécoise.

## Biographie
Colette Bonheur se fait remarquer à l'émission radiophonique Le fantôme au clavier de CKVL (Montréal), animée par Jacques Normand, Gilles Pellerin et le pianiste Billy Munro à la fin des années 1940. La chanteuse se joint par la suite à la troupe du cabaret Au Faisan Doré de Jacques Normand en octobre 1950.
De 1954 à 1957, elle partage avec Jacques Normand et Gilles Pellerin la vedette de l'émission de variétés Porte ouverte, à la télévision de Radio-Canada. Parallèlement, elle chante dans les cabarets montréalais les plus populaires de l'époque tels Cabaret Saint-Germain-des-Prés (Montréal), Le Continental Café, rue Saint-Urbain à Montréal ou Chez Gérard à Québec.
À l'automne de 1954, elle participe, avec Jacques Normand, Gilles Pellerin, Normand Hudon, Pierre Thériault et d'autres à la programmation des Trois Castors, un nouveau cabaret ouvert au-dessus du Café Saint-Jacques. Son interprétation de "Violettes des champs" d'Yves Beauparlant lui vaut le Prix radio au Concours de la chanson canadienne en 1957. En 1961, elle épouse le saxophoniste Gerry Robinson avec qui elle va s'établir aux Bahamas.
Colette Bonheur est la fille de la chanteuse et comédienne québécoise Lise Bonheur (née Léontine Laurendeau) et d'Octave Chailler mariés en 1920 et la sœur de la chanteuse et peintre Guylaine Guy.
Elle meurt le 15 octobre 1966 à Freeport, aux Bahamas, d'une surdose de barbituriques,. Son mari est alors accusé d'homicide involontaire mais est acquitté en avril 1967.

## Discographie
- Colette Bonheur, Collection QIM (2005, Expérience, EXP-119, Compilation).
- Colette Bonheur chante pour vous (1958, Epic, LF 2007).
- 12 chansons canadiennes (1957, Pathé, PAM 68.000).

## Sources
- Québec Info Musique
- Le Parolier